# Colastes montanus
Colastes montanus är en stekelart som först beskrevs av Vladimir Ivanovich Tobias och Sergey A. Belokobylskij 1986.  Colastes montanus ingår i släktet Colastes och familjen bracksteklar. Inga underarter finns listade i Catalogue of Life.